# エンドレス・サマー (西城秀樹の曲)
「エンドレス・サマー」は、西城秀樹の34枚目のシングル。1980年7月21日にRCAから発売された。

## 解説
サンバとカリブのエッセンスが入った、熱い国の雰囲気に満ちたナンバーである。
オリコンでは最高位12位（100位内11週）、12.1万枚のセールスだった。「ボタンを外せ」以来、約3年ぶりにベストテン圏外となる結果となった。

## エピソード
- TBS系『ザ・ベストテン』に第4位で初登場した際[3]、前日に札幌でコンサートを行ったため、札幌市月寒公園野球場からの中継となり、小雨の中で熱唱した。

## 収録曲
（全作詞：岡田冨美子）
1. エンドレス・サマー
作曲：水谷公生／編曲：船山基紀
2. 涙のスローモーション
作曲：浜田金吾／編曲：戸塚修